# Tribes (série de jeux vidéo)
Tribes est une série de jeux vidéo initiée par Dynamix. Elle fait suite à la série Metaltech et se situe dans le même univers.

## Liste de jeux
- 1998 : Starsiege: Tribes sur Windows. Le 30 novembre 1998.
- 2001 : Tribes 2 sur Windows et Linux. Le 28 mars 2001.
- 2002 : Tribes: Aerial Assault sur PlayStation 2. Le 23 septembre 2002.
- 2004 : Tribes: Vengeance sur Windows. En octobre 2004.
- 2012 : Tribes: Ascend sur Windows. En avril 2012.
- 2024 : Tribes 3: Rivals (en) sur Windows. En mars 2024